# 6665 Kagawa
6665 Kagawa (1993 CN) là một tiểu hành tinh vành đai chính được phát hiện ngày 14 tháng 2 năm 1993 bởi T. Urata ở Đài thiên văn Nihondaira.